# Монстър Хай
Монстър Хай е американски анимационен сериал на Mattel entertainment, създаден през 2010 година. 2D анимационните епизоди в първи сезон са по 1 минута, във втори – по 3 минути, а в трети сезон са по 2 минути. Има и компютърно-анимационни филми, които са по 40 минути.

## Главни герои
- Франки Щайн е дъщеря на чудовището на Франкенщайн и неговата булка. Въпреки че прилича на тийнейджър, тя е само на 15 дни. Понякога допирът на Франки може да бъде буквално шокиращ. Често губи части от тялото си. Нейният любимец е куче на име Уатцит.
- Клодийн Улф е 15-годишно момиче върколак. Тя обожава модата. Говори с бруклински акцент. Клодийн има голямо семейство. Тя е малко раздразнителна. Има котка на име Полумесец.
- Дракулора е 1600-годишно момиче вампир. Тя е дъщеря на граф Дракула. Дракулора е вегетарианка. Месото, мършата и кръвта я отвращават. Говори с трансилвански акцент. Тъй като рожденият ѝ ден е на Свети Валентин, тя има белег на лицето с формата на сърце. Дракулора е сладка и дружелюбна. Има прилеп на име граф Великолепие.
- Клео де Нил е 5842-годишно момиче мумия. Има змия на име Хисет. Въпреки че има голямо его, тя може да бъде и добър приятел. Клео е лидер на отбора на мажоретките в училището.
- Гулия Йелпс е 16-годишно момиче зомби. Тя говори само езика на зомбитата. Гулия е най-умното момиче в училището.
- Лагуна Блу е 15-годишно момиче морско чудовище. Дъщеря на Морското чудовище. Любимецът ѝ е розова пираня на име Нептуна. Говори с австралийски акцент. Лагуна е много дружелюбна.
- Дюс Горгон е 18-годишният син на горгоната Медуза. Гадже на Клео де Нил. Обича да готви, но го пази в тайна. Има любимец плъх на име Персей. Той не може без Клео де Нил.
- Хийт Бърнс е най-големият сваляч в гимназия Монстър Хай. Той е огнено чудовище. Винаги се забърква в неприятности.
- Аби Боминабъл е 15-годишната дъщеря на Йети. Тя е в училището по обмяна на ученици. Има мамут на име Шивър. Тя говори с руски акцент. Може да замразява абсолютно всичко.

## Второстепенни герои
- Спектра Вондергайст е 16-годишно момиче призрак. Тя има собствен блог и е умна и красива, но някои я мислят за клюкарка, защото тя си е клюкарка.
- Клод Улф е 16-годишно момче върколак. Брат на Клодийн Улф и гадже на Дракулора.
- Джаксън Джекил е син на доктор Джекил. Когато чуе музика, се превръща в Холт Хайд.
- Холт Хайд е син на господин Хайд. DJ-ят на училището.
- Си Ей Купидон е осиновената дъщеря на Ерос – бога на любовта. Тя твърди, че е стара колкото любовта.
- Торалей Страйп е момиче котколак. Винаги прави лоши неща с Франки, Клео, Дракулора, Клодийн и другите.
- Пърсефона и Мяулъди са две близначки котколаци. Те са приятелки на Торалей.
- Хаулийн Улф е 14-годишно момиче върколак. Сестра на Клодийн Улф.
- Директор Бладгуд е наследница на Конника без глава. Тя е директорка на училището. Има кон на име Кошмар.
- Дженафайър Лонг е момиче китайски дракон. Говори с китайски акцент.
- Нефера де Нил е по-голямата сестра на Клео. Двете сестри постоянно се карат. Нефера е първа наследница на трона в Египет.
- Оперета е момиче фантом. Тя е дъщеря на Фантома на операта. Говори с южняшки акцент. Има паяк на име Мемфис. Тя е на 16 фантомски години.
- Робека Стийм е 116-годишно момиче робот. Тя е дъщеря на учен изобретател. Експерт в техниката. Говори с британски акцент.
- Рошел Гойл е 415-годишно момиче гаргойл. Говори с френски акцент.
- Скелита Калаверас е 15-годишно момиче скелет. Тя е много мила. Говори с мексикански акцент.
- Винъс МакФлайтрап е 15-годишно момиче, което е чудовище, свързано с растенията. Тя е защитничка на природата.
- Мани Тор е момче минотавър.
- Гил е гаджето на Лагуна. Родителите му не одобряват връзката им, тъй като той е по-различен вид водно чудовище.
- Клодия Улф – Клодия е на 19 години. Клодия е най-голямата в семейството. Тя е сестра на Клод, Клодийн и Хаулийн. Клодия е писателка.
- Айрис Клопс е момиче циклоп. Тя е гадже на Мани Тор.
- Туайла е дъщерята на Торбалан. Тя е тихо и много срамежливо момиче.
- Скара Скриймс е дъщерята на Банший. Тя има умението да чете мисли. Говори с ирландски акцент.
- Гори Фангтел е момиче вампир. Тя се държи много злобно.
- Невидим Били е син на Невидимия човек. Той има умението да става невидим и е гадже на Скара Скриймс.
- Кати Ноар е момиче котколак. Тя е известна поп-певица, която също е ученичка в Монстър Хай.
- Джейн Булитъл е дъщеря на доктор Булитъл. Тя има умението да говори с животни. Питомците на учениците в Монстър Хай ѝ помагат в разговорите с учениците.
- Ромул е момче върколак. Той е приятел на Клод.
- Катрин Демяу е момиче котколак. Тя обича да рисува и говори с френски акцент.
- Худу Вуду е момче вуду-кукла. Той е създаден от Франки и е ученик в Монстър Хай.
- Каста Фиърс е 19-годишно момиче вещица и дъщеря на Цирцея. Тя е вокалистка на групата „Каста и Заклинанията“.
- Лорна Макнеси е дъщеря на чудовището от Лох Нес. Тя е щуро и забавно момиче. Говори с шотландски акцент.
- Марисол Кокси е дъщеря на Латиноамериканския саскуоч. Тя е весело и позитивно момиче. Братовчедка е на Аби и говори с испански акцент.
- Аманита Найтшейд е растително чудовище, родено от много рядко цвете, което цъфти на всеки 1300 години. Тя е изключително егоистична и двете с Клео се мразят.